# Inteligência artificial geral
Inteligência artificial geral (AGI) (do inglês: artificial general intelligence) é a capacidade hipotética de um agente inteligente de compreender ou aprender qualquer tarefa intelectual que um ser humano possa. É o objetivo principal de algumas pesquisas sobre inteligência artificial e um tópico comum em ficção científica e estudos futuros. AGI também pode ser referido como IA forte,   IA completa, ou ação inteligente geral  (embora fontes acadêmicas reservem o termo "IA forte" para programas de computador que experimentam senciência ou consciência).
Em contraste com a IA forte, a IA estreita (ou IA fraca) não se destina a ter habilidades cognitivas gerais; em vez disso, a IA fraca é qualquer programa projetado para resolver um problema específico. Fontes acadêmicas reservam "IA fraca" para programas que não experimentam consciência ou que não têm uma mente no mesmo sentido que as pessoas.
Uma pesquisa de 2020 identificou 72 projetos ativos de Pesquisa e Desenvolvimento de AGI espalhados por 37 países.

## Características
Vários critérios de inteligência foram propostos (o mais famoso é o teste de Turing), mas, até o momento, não existe uma definição que satisfaça a todos.

### Traços de inteligência
Existe um amplo consenso entre os pesquisadores de inteligência artificial que a inteligência é necessária para fazer o seguinte:  raciocinar, usar a estratégia, resolver quebra-cabeças, fazer julgamentos sob incerteza, representar conhecimento, incluindo conhecimento de senso comum, planejamento, aprendizado, comunicar-se em linguagem natural e integrar todas essas habilidades para objetivos comuns. Outras capacidades importantes incluem a habilidade de sentir (por exemplo, ver) e a habilidade de agir (por exemplo, mover e manipular objetos no mundo onde o comportamento inteligente deve ser observado. Isso incluiria a capacidade de detectar e responder ao perigo.
Muitas abordagens interdisciplinares de inteligência (por exemplo, ciência cognitiva, inteligência computacional e tomada de decisão) tendem a enfatizar a necessidade de considerar características adicionais, como a imaginação (tida como a capacidade de formar imagens mentais e conceitos que não foram programados)  e a autonomia.

### Testes para confirmar AGI em nível humano
Os seguintes testes para confirmar a AGI em nível humano foram considerados: 

#### O Teste deTuring (Turing)
Uma máquina e um humano conversam sem ser vistos com um segundo humano, que deve avaliar qual dos dois é a máquina. Passa no teste se conseguir enganar o avaliador em uma fração significativa do tempo. Nota: Turing não prescreve o que deve ser qualificado como inteligência, e sim que saber qual dos dois que é uma máquina como motivo desqualificador.

#### O Teste do Café (Wozniak)
Uma máquina é requisitada à entrar em uma casa americana e descobrir como fazer café: encontre a máquina de café, encontre o café, adicione água, encontre uma caneca e prepare o café pressionando os botões apropriados.

#### O Teste do Aluno da Faculdade Robô (Goertzel)
Uma máquina se matricula em uma universidade, fazendo e passando nas mesmas aulas que os humanos, e obtendo um diploma.

#### O Teste de Emprego (Nilsson)
Uma máquina executa um trabalho economicamente importante pelo menos tão bem quanto os humanos no mesmo trabalho.

### Formalismos matemáticos
Uma definição matematicamente precisa de AGI foi proposta por Marcus Hutter em 2000. Denominado AIXI (sistema lógico em modelo matemático), o agente proposto maximiza a capacidade de satisfazer metas em uma ampla variedade de ambientes. Esse tipo de AGI, caracterizado pela comprovação da capacidade de maximizar uma definição matemática de inteligência em vez de exibir um comportamento semelhante ao humano, é chamado de inteligência artificial universal. Se este tipo de AGI exibe comportamento semelhante ao humano (como o uso de linguagem natural) dependeria de muitos fatores, por exemplo, a maneira pela qual o agente esta incorporado, ou se ele tem uma função de recompensa que se aproxima muito do humano. primitivos de cognição como fome, dor e assim por diante.

## História

### IA Clássica
A pesquisa de IA moderna começou em meados da década de 1950. A primeira geração de pesquisadores de IA estava convencida de que a inteligência artificial geral era possível e que existiria em apenas algumas décadas. O pioneiro da IA, Herbert A. Simon, escreveu em 1965: "as máquinas serão capazes, em vinte anos, de fazer qualquer trabalho que um homem possa fazer." Suas previsões foram a inspiração para o personagem HAL 9000 de Stanley Kubrick e Arthur C. Clarke, que incorporou o que os pesquisadores de IA acreditavam que poderiam criar até o ano 2001. Outro pioneiro da IA, Marvin Minsky, foi um consultor no projeto de tornar o HAL 9000 o mais realista possível de acordo com as previsões de consenso da época; Crevier o cita como tendo dito sobre o assunto em 1967, "Dentro de uma geração ... o problema de criar 'inteligência artificial' será substancialmente resolvido", embora Minsky afirme que foi citado incorretamente. 
No entanto, no início dos anos 1970, tornou-se óbvio que os pesquisadores haviam subestimado grosseiramente a dificuldade do projeto. As agências de financiamento tornaram-se céticas em relação à AGI e colocaram os pesquisadores sob crescente pressão para produzir "IA aplicada" útil. No início dos anos 1980, o Projeto de Computador de Quinta Geração do Japão reviveu o interesse na AGI, estabelecendo um cronograma de dez anos que incluía objetivos de AGI como "manter uma conversa casual". Em resposta a isso e ao sucesso dos sistemas especialistas, tanto a indústria quanto o governo injetaram dinheiro de volta no campo de pesquisa. No entanto, a confiança na IA entrou em colapso no final dos anos 1980 e os objetivos do Projeto de Computador de Quinta Geração nunca foram cumpridos. Pela segunda vez em 20 anos, os pesquisadores de IA que previram a conquista iminente da AGI mostraram-se fundamentalmente enganados. Na década de 1990, os pesquisadores de IA ganharam a reputação de fazer promessas vãs. Eles se tornaram relutantes em fazer previsões e evitar qualquer menção de inteligência artificial de "nível humano" por medo de serem rotulados de "sonhadores de olhos selvagens".

### Inteligência Artificial Limitada "IA fraca"
Na década de 1990 e no início do século XXI, a IA convencional alcançou maior sucesso comercial e respeitabilidade acadêmica ao se concentrar em subproblemas específicos onde podem ser produzidos resultados verificáveis e aplicações comerciais, como redes neurais artificiais e aprendizado de máquina estatístico. Esses sistemas de "IA aplicada" são agora amplamente usados em toda a indústria de tecnologia, e a pesquisa nesse sentido é fortemente financiada tanto na academia quanto na indústria. Atualmente, o desenvolvimento neste campo é considerado uma tendência emergente, e espera-se que um estágio de maturidade aconteça em mais de 10 anos.

### Pesquisa de inteligência artificial geral moderna
O termo "inteligência geral artificial" foi usado já em 1997, por Mark Gubrud em uma discussão sobre as implicações da produção e operações militares totalmente automatizadas. O termo foi reintroduzido e popularizado por Shane Legg e Ben Goertzel por volta de 2002.  O objetivo da pesquisa é muito mais antigo, por exemplo, o projeto Cyc de Doug Lenat (que começou em 1984), e o projeto Soar de Allen Newell são considerados dentro do escopo da AGI. A atividade de pesquisa da AGI em 2006 foi descrita por Pei Wang e Ben Goertzel  como "produção de publicações e resultados preliminares". A primeira escola de verão em AGI foi organizada em Xiamen, China em 2009 pelo Artificial Brain Laboratory e OpenCog da universidade de Xiamen. O primeiro curso universitário foi ministrado em 2010 e 2011 na Plovdiv University, Bulgária, por Todor Arnaudov. O MIT apresentou um curso na AGI em 2018, organizado por Lex Fridman e apresentando uma série de palestrantes convidados.
No entanto, até agora, a maioria dos pesquisadores de IA dedicou pouca atenção ao AGI, com alguns alegando que a inteligência é muito complexa para ser completamente replicada a curto prazo. No entanto, um pequeno número de cientistas da computação está ativo na pesquisa da AGI.

#### Escala de tempo
Na introdução de seu livro de 2006, Goertzel diz que as estimativas do tempo necessário antes que uma AGI verdadeiramente flexível seja construída variam de 10 anos a mais de um século, mas sob um consenso de 2007 na comunidade de pesquisa de AGI parece ser que a linha do tempo discutida por Ray Kurzweil em The Singularity is Near de que até 2045 seria altamente plausível. No entanto, os principais pesquisadores de IA deram uma ampla gama de opiniões sobre se o progresso será tão rápido. Uma meta-análise de 95 dessas opiniões em 2012 encontrou um viés no sentido de prever que o início da AGI ocorreria dentro de 16 a 26 anos para previsões modernas e históricas. Mais tarde, descobriu-se que o conjunto de dados listava alguns especialistas como não especialistas e vice-versa.
Em 2017, os pesquisadores Feng Liu, Yong Shi e Ying Liu realizaram testes de inteligência em Inteligências Artificiais fracas (IA Limitada) dos quais são publicamente disponível e acessível gratuitamente, como o Assistente do Google e a Siri da Apple. A pesquisa demonstrou um QI médio de 34, e máximo de 47 pelo Assistente do Google, em comparação com a de uma criança de seis anos na primeira série (media de 55 de qi). Testes semelhantes foram realizados em 2014, com a pontuação de QI atingindo um valor máximo de 27.
Em 2020, a OpenAI desenvolveu o GPT-3, um modelo de linguagem capaz de realizar diversas tarefas sem a necessidade de um treinamento específico. De acordo com Gary Grossman em um artigo da VentureBeat, embora haja consenso de que o GPT-3 não é um exemplo de AGI, é considerado por alguns como avançado demais para classificar como um sistema de IA fraca (limitada). No mesmo ano, Jason Rohrer usou sua conta GPT-3 para desenvolver um chatbot e forneceu uma plataforma chamada "Project December". Após o desenvolvedor começar a utilizar a IA afim de simular sua noiva morta a 8 anos o caso repercutiu em todo o planeta, principalmente na televisão brasileira, passando em programas famosos como o Fantástico. A OpenAI pediu alterações no chatbot para cumprir suas diretrizes de segurança, sem recuar Rohrer perdeu o acesso da API GPT-3.
Em maio de 2022, a DeepMind desenvolveu o Gato, um sistema de "uso geral" capaz de realizar mais de 600 tarefas diferentes.